# Kunstzijde

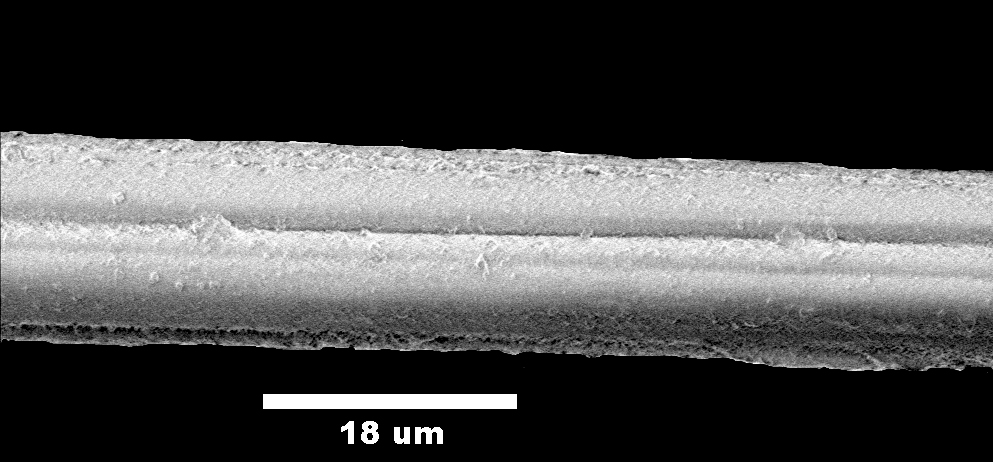
Microscoopopname van een rayonvezel

Kunstzijde is de verouderde benaming voor rayon, tegenwoordig meestal aangeduid met de modernere naam viscose en in België ook wel met fibraan. Het is een kunstmatig vervaardigde vezel op basis van cellulose, een natuurlijke grondstof die bijvoorbeeld wordt gewonnen uit houtpulp van bamboe of eucalyptushout. De techniek werd in 1884 uitgevonden door de Franse scheikundige Graaf Hilaire de Chardonnet uit Besançon.
Kunstzijde moet niet worden verward met de veel modernere stoffen, vervaardigd uit synthetische vezels.

## Eerder onderzoek
Reeds eerder waren pogingen ondernomen, waarvan de eerste toegeschreven wordt aan Robert Hooke (1635-1703), die ook de naar hem genoemde elasticiteitswet ontdekte. Een latere onderzoeker op dit terrein was René-Antoine Ferchault de Réaumur (1683-1747), die met vernis experimenteerde. In 1839 was cellulose ontdekt door de Fransman Anselme Payen (1795-1871). Verder moet de Engelse wever Louis Schwabe worden genoemd, die de spindop uitvond en met glasvezels experimenteerde. Zijn intentie was om een goedkopere versie van het dure zijde op de markt te brengen.
Andere onderzoekers experimenteerden met nitrocellulose om explosieven te vervaardigen, waaronder Christian Friedrich Schönbein die het schietkatoen uitvond en een voorloper was van Alfred Nobels uitvinding van het dynamiet. Als spin-off werden ook de eerste cellulosevezels geproduceerd die voor textiel geschikt zouden kunnen zijn.
De Zwitserse onderzoeker Georges Audemars uit Lausanne verkreeg in 1855 octrooi op de productie van vezels uit een oplossing van nitrocellulose in alcohol. De Britse onderzoeker Joseph Swan was de uitvinder van de gloeilamp en hij zocht naar betere koolstof gloeidraden voor deze lampen. Hij was de eerste die de cellulose wist te denitrificeren, en op deze vinding werd in 1883 octrooi verkregen. In 1885 werd de vezel aan het publiek getoond op de 'Exhibition of Inventions'. De textiele toepassingen van de vezels voorzag hij echter niet, waardoor Chardonnet, die vanuit een ander perspectief soortgelijke onderzoekingen verrichtte, bekend werd als de grondlegger van de kunstzijde-industrie.

## Chardonnet
In Frankrijk werd onderzoek verricht nadat de Franse zijde-industrie omstreeks 1860 werd getroffen door een ziekte die de zijderups aantastte. Terwijl Louis Pasteur onderzoek deed naar de bestrijding van de ziekte, probeerde Chardonnet een substituut voor natuurlijke zijde te vinden. Dit lukte in 1884. In 1885 werd een octrooi op deze vinding verleend. Het product werd voor het eerst aan de wereld getoond tijdens de Wereldtentoonstelling van 1889 te Parijs. Hier vond Chardonnet ook geldschieters, waarmee hij in 1891 een eigen fabriek te Besançon oprichtte.

## Kunstzijde-industrie
Op basis van de Franse vinding kwam een uitgebreide industrie tot stand, waaronder het Duitse Vereinigte Glanzstoff Fabriken, de Nederlandse Algemene Kunstzijde Unie, het Britse Courtaulds, het Franse CTA (Comptoir des Textiles Artificiels) en het Amerikaanse DuPont.
De indrukwekkende kunstvezelfabrieken zijn voor het overgrote deel alweer gesloten. De kunstvezelindustrie is naar lagelonenlanden vertrokken, en het enige wat over is gebleven zijn enkele veel kleinere fabrieken voor de productie van geavanceerde supersterke vezels.

## Praktische eigenschappen
Viscose draagt net zo prettig als katoen terwijl de stof zachter en soepeler is en zijdeachtig aanvoelt. Aan die laatste eigenschap dankt de vezel de bijnaam "kunstzijde". Er zijn echter ook belangrijke nadelen. In natte toestand halveert de mechanische sterkte van de vezel en daarom mag kunstzijde niet door wrijven of borstelen worden gewassen en evenmin worden uitgewrongen. De vezel is bovendien heel erg kreukgevoelig en daarom wordt deze in de pure vorm vrijwel niet meer gebruikt.
Door veredeling, speciale weeftechnieken en vooral door menging met synthetische vezels, zoals polyester, is men er mettertijd in geslaagd de eigenschappen drastisch te verbeteren. Geheel kreukvrij zijn stoffen waarin een belangrijk percentage viscose is verwerkt, echter nooit. Door acetaat aan de kunstzijde toe te voegen worden de vezels versterkt, waardoor niet alleen de sterkte maar ook de kreukvastheid toeneemt. Het product heet dan acetaatviscose.
Door toevoeging van een ammoniakoplossing van koperoxide (cuprammonium) aan de spinvloeistof krijgt het product een metaalglans; dit product wordt Cupro genoemd. Wanneer titaandioxide wordt toegevoegd aan de spinvloeistof verkrijgt men een matte viscose die na kleuring echter niet kleurecht is en daardoor buiten het directe zonlicht moet worden gehouden.
Het materiaal is ook erg absorberend en wordt daarom gebruikt om de bekende gele schoonmaakdoekjes mee te maken.

## Thermische eigenschappen
Een speciaal soort viscose is een viscose met thermisch isolerende eigenschappen dat door Courtaulds Ltd. onder de merknaam Viloft verkrijgbaar is en waarvan thermo-ondergoed wordt vervaardigd. Deze speciale viscose wordt vervaardigd door tijdens het extruderen van de vezels hieraan kooldioxide toe te voegen, waardoor een holle vezel ontstaat met een warmte-isolerende eigenschap.

## Biologische afbreekbaarheid
100% viscose betekent dat het product 100% biologisch afbreekbaar is. Het productieproces blijft echter sterk vervuilend voor het milieu.
Indien de viscose gemengd wordt met synthetische polymeren is het product sterk verminderd tot nauwelijks biologisch afbreekbaar. Hierdoor draagt dit gebruik bij aan de toename van microplastics in het milieu.

## Vervuilend proces
Omdat het proces om viscose te fabriceren milieubelastend is vanwege de vervuilende afvalstoffen, zijn er ecologische alternatieven ontwikkeld, zoals Lyocell of merknamen EcoVero en Tencel (octrooien van het Oostenrijkse bedrijf Lenzing), dat op basis van het minder schadelijke amineoxide wordt verkregen. Dit proces vindt plaats in een gesloten systeem.